# آه بيكو
آه بيكو (بالإنجليزية: Ah Peku)‏ إله الرعد في الديانة المايانية في أمريكا الوسطى، وهو يعيش فوق قمم الجبال ويصعد إلى السحب قبل أن تمطر.